# Žitoše
Žitoše (makedonska: Житоше) är en ort i Nordmakedonien. Den ligger i kommunen Dolneni, i den centrala delen av landet, 70 kilometer söder om huvudstaden Skopje. Žitoše ligger 640 meter över havet och antalet invånare är 2 131.